# جامع أيازما
جامع ايازما (بالتركية: Ayazma Camii)‏ هو جامع يقع في إسطنبول.
بني بأمر من السلطان العثماني مصطفى الثالث في الفترة ما بين 1760م و 1761م.